# Сасауш (Сибињ)
Сасауш (рум. Săsăuș) насеље је у Румунији у округу Сибињ у општини Кирпар. Oпштина се налази на надморској висини од 430 m.

## Историја
Према државном попису православног клира Угарске 1846. године ту је живело 340 породица, уз још 116 филијарних из Корпода. Православни пароси су тада поп Јован Поповић старији и поп Јован Поповић млађи, а којима су помагали капелани: поп Симеон Чинтија и поп Јован Станулец.

## Становништво
Према подацима из 2002. године у насељу је живело 158 становника, од којих су сви румунске националности.